# AS.37 Martel
Pour les articles homonymes, voir Martel.
L'AS.37 Martel (Acronyme pour Matra antiradar télévision) est un missile moyenne portée à guidage TV ou à radar passif. Il est issu d'un développement conjoint de la France et du Royaume-Uni.

## Conception
En 1964, la France et le Royaume-Uni se mirent d'accord pour développer en commun un programme de missiles. Il fut convenu que Hawker Siddeley au Royaume-Uni développerait la version à guidage TV et que Matra en France aurait en charge la version antiradar. Le contrat entre ses entreprises est signé le 3 septembre 1964. 
Le cahier des charges spécifiait que la version TV avait pour but premier la lutte antinavire, ainsi que la destruction de cibles fortement protégées basées à terre. La version antiradar était chargée de détruire les radars terrestres ou sur les navires en se servant de leurs propres émissions.
Le premier tir autoguidé a lieu en juin 1965. Les premières campagnes d’essais sont menées à-partir d’un bombardier English Electric Canberra du Centre d’essais en vol dans une zone désertique du Centre interarmées d'essais d'engins spéciaux à Colomb-Béchar en Algérie jusqu’en 1967. Le premier tir d’un missile à charge sur un radar tournant a lieu le 20 mars 1967. À partir de 1968, les essais du missile sont menés au nouveau centre d’essais des Landes.
À l'origine, il était escompté une commande de 500 à 1 000 missiles pour les forces françaises et de 1 000 missiles pour les forces britanniques et les industriels espéraient un total de 6 000 engins à l'exportation.
Le Martel entra en service en France et au Royaume-Uni en 1970. Le Royaume-Uni commanda 150 missiles antiradars et 200 à guidage TV tandis que la France prit en compte 150 missiles antiradars. La production de ces 500 exemplaires cessa en 1978. La version à guidage TV fut opérationnelle sur Blackburn Buccaneer et Hawker Siddeley Nimrod tandis que la version antiradar équipa les Buccaneer, les Jaguar, les Mirage III et les Atlantique, un prototype du Dassault Mirage G8 pouvant en emporter deux. Il n'y a pas eu d'exportation connue de la version TV mais il n'en est vraisemblablement pas de même pour la version antiradar comme l'indiquent des rapports non confirmés parlant d'exportation vers l'Irak. En 1977, le Royaume-Uni étant hostile à une exportation du Martel antiradar en dehors des pays membres de l’OTAN, et a fortiori à l’Irak, qui était une des conditions posée par ce pays pour l’achat du Mirage F1. Matra dut donc produire une version dérivée, le ARMAT (en) (antiradar Matra) largement basée sur le Martel pour remplacer le Martel AR à partir de 1984. L'Irak en recevra 450 entre 1986 et 1990.
Le Martel est retiré du service en France en 1997, et depuis ce pays n'a plus de missile antiradar. 
Le Royaume-Uni retira ses Martel en 1994 en même temps que les avions Buccaneer. Les Martel TV ont été remplacés au Royaume-Uni par les Sea Eagle dérivés de celui-ci. Plusieurs autres dérivés du “Martel” seront produits : les missiles de prélèvement R 637 et 638 pour les essais nucléaires dans le Pacifique et le missile antinavire Otomat développé en coopération avec la société OTO-Melara.

## Description

### Martel TV
Le Martel à guidage TV, plus connu au Royaume-Uni sous la désignation AJ 168, possède quatre ailes delta montées sur la moitié arrière du fuselage, suivies de quatre surfaces de contrôle. Il mesure 3,9 m de long pour un diamètre de 400 mm, son envergure est de 1,2 m et il pèse 520 kg. Comme cette version était destinée à la lutte antinavire sa charge militaire fut renforcée afin de pénétrer dans la coque avant d'exploser.
Le guidage s'effectue grâce à une petite caméra vidéo placée dans le nez du missile qui retransmet les images à une nacelle située sur l'avion lanceur par onde radio. Le navigateur situé en place arrière est équipé d'un joystick afin de placer le point d'impact sur la cible.
Le missile se dirige sur sa cible suivant une trajectoire préprogrammée. Il effectue une partie du trajet jusqu'à sa cible à une altitude d'environ 300 m afin d'avoir un plus grand champ de vision et de permettre au navigateur d'ajuster la cible.

### Martel AR

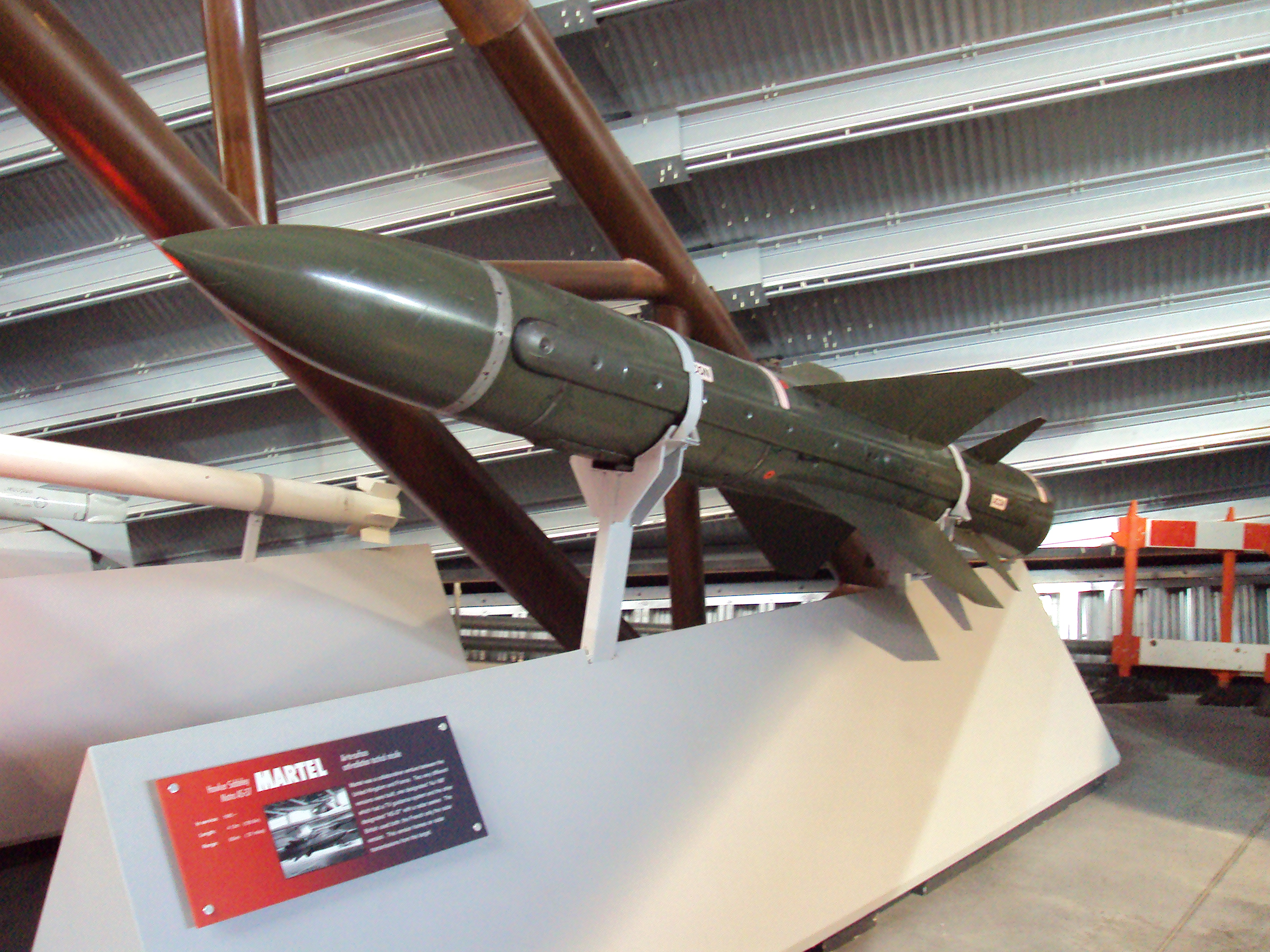
Un Martel antiradar exposé, en 2010, au Royal Air Force Museum Cosford.

La version antiradar est connue en France sous la désignation AS 37. Il possède la même structure que la version TV, mais il mesure 4,2 m pour une masse de 535 kg. Conçu pour détruire les radars de surveillance, il est équipé d'une charge militaire à effet de souffle. On peut monter trois types de têtes chercheuses interchangeables suivant la fréquence d'émission du radar cible. Cette version est conçue pour être tirée à grande distance de la cible et à haute altitude, 12 190 m. Sa portée est de 38  à   150 km selon l'altitude de lancement. 

L'escadron de chasse 3/3 Ardennes l'utilisa durant le conflit tchado-libyen dans un raid contre une batterie de missiles sol-air protégeant la base aérienne libyenne de Ouadi Doum au Tchad le 6 janvier 1987.

## Armes du même type
France
- ARMAT (en)

 Union soviétique/ Russie
- KS-172 (Code OTAN AAM-L)
- Kh-31P/Kh-35, version du Kh-31 (code OTAN  AS-17 Krypton)
- KSR-5P et KSR-5NM/MV, versions du KSR-5 (code OTAN AS-6 Kingfish)
- Kh-29MP, version du AS-14 Kedge

 États-Unis
- AGM-88 HARM

 Royaume-Uni
- ALARM

## Sources
- Jane's Handbook

1. 1 2  Henri de Waubert de Genlis, « Les programmes secrets avec l’Irak, 1977-1984 : le “Bazar” de Bagdad. Episode 1/3 », sur henridewaubertdegenlis.wordpress.com, 26 octobre 2017 (consulté le 30 janvier 2019).
2. ↑  Jean-Marc Nesme, « Rapport fait au nom de la commission des affaires étrangères sur le projet de loi, adopté par le Sénat, autorisant l’approbation de l’accord entre le Gouvernement de la République française et le Gouvernement de la République d’Irak relatif à la coopération dans le domaine de la défense » [PDF], sur Assemblée nationale, 2 mars 2011 (consulté le 9 juin 2022).
3. ↑  « L’AS 37 MARTEL », sur deltareflex.com (consulté le 15 juillet 2023).
4. ↑  René Carpentier, Les missiles tactiques de 1945 à 1995, 2004 (lire en ligne), p. 101.